# Eric Weinrich
Eric John Weinrich, född 19 december 1966, är en amerikansk före detta professionell ishockeyspelare som tillbringade 17 säsonger i den nordamerikanska ishockeyligan National Hockey League (NHL), där han spelade för ishockeyorganisationerna New Jersey Devils, Hartford Whalers, Chicago Blackhawks, Montreal Canadiens, Boston Bruins, Philadelphia Flyers, St. Louis Blues och Vancouver Canucks. Han producerade 388 poäng (70 mål och 318 assists) samt drog på sig 825 utvisningsminuter på 1 157 grundspelsmatcher. Han spelade också på lägre nivåer för Utica Devils och Portland Pirates i American Hockey League (AHL), EC VSV i Österrikiska ishockeyligan och Maine Black Bears (University of Maine) i National Collegiate Athletic Association (NCAA).
Weinrich draftades i andra rundan i 1985 års draft av New Jersey Devils som 32:a spelare totalt.
Efter spelarkarriären har han varit assisterande tränare för Portland Pirates (2008-2011), talangscout för Buffalo Sabres (2011-2014) och nu utvecklingstränare för New Jersey Devils där han arbetar främst med deras backar som spelar i de lägre ligorna AHL och ECHL.

## Statistik
| 1983–1984   | North Yarmouth Academy        |                            | 17   | 23 | 33  | 56  | —   | —  | — | —  | —  | —  |
| 1984–1985   | North Yarmouth Academy        |                            | 20   | 6  | 21  | 27  | —   | —  | — | —  | —  | —  |
| 1985–1986   | Maine Black Bears             | NCAA                       | 34   | 0  | 15  | 15  | 26  | —  | — | —  | —  | —  |
| 1986–1987   | Maine Black Bears             | NCAA                       | 41   | 12 | 32  | 44  | 59  | —  | — | —  | —  | —  |
| 1987–1988   | Maine Black Bears             | NCAA                       | 8    | 4  | 7   | 11  | 22  | —  | — | —  | —  | —  |
|             | USA:s herrlandslag i ishockey |                            | 38   | 3  | 9   | 12  | 24  | —  | — | —  | —  | —  |
| 1988–1989   | New Jersey Devils             | NHL                        | 2    | 0  | 0   | 0   | 0   | —  | — | —  | —  | —  |
|             | Utica Devils                  | AHL                        | 80   | 17 | 27  | 44  | 70  | 5  | 0 | 1  | 1  | 8  |
| 1989–1990   | New Jersey Devils             | NHL                        | 19   | 2  | 7   | 9   | 11  | 6  | 1 | 3  | 4  | 17 |
|             | Utica Devils                  | AHL                        | 57   | 12 | 48  | 60  | 38  | —  | — | —  | —  | —  |
| 1990–1991   | New Jersey Devils             | NHL                        | 76   | 4  | 34  | 38  | 48  | 7  | 1 | 2  | 3  | 6  |
| 1991–1992   | New Jersey Devils             | NHL                        | 76   | 7  | 25  | 32  | 55  | 7  | 0 | 2  | 2  | 4  |
| 1992–1993   | Hartford Whalers              | NHL                        | 79   | 7  | 29  | 36  | 76  | —  | — | —  | —  | —  |
| 1993–1994   | Hartford Whalers              | NHL                        | 8    | 1  | 1   | 2   | 2   | —  | — | —  | —  | —  |
|             | Chicago Blackhawks            | NHL                        | 54   | 3  | 23  | 2   | 2   | 6  | 0 | 2  | 2  | 6  |
| 1994–1995   | Chicago Blackhawks            | NHL                        | 48   | 3  | 10  | 13  | 33  | 16 | 1 | 5  | 6  | 4  |
| 1995–1996   | Chicago Blackhawks            | NHL                        | 77   | 5  | 10  | 15  | 65  | 10 | 1 | 4  | 5  | 10 |
| 1996–1997   | Chicago Blackhawks            | NHL                        | 81   | 7  | 25  | 32  | 62  | 6  | 0 | 1  | 1  | 4  |
| 1997–1998   | Chicago Blackhawks            | NHL                        | 82   | 2  | 21  | 23  | 106 | —  | — | —  | —  | —  |
| 1998–1999   | Chicago Blackhawks            | NHL                        | 14   | 1  | 3   | 4   | 12  | —  | — | —  | —  | —  |
|             | Montreal Canadiens            | NHL                        | 66   | 6  | 12  | 18  | 77  | —  | — | —  | —  | —  |
| 1999–2000   | Montreal Canadiens            | NHL                        | 77   | 4  | 25  | 29  | 39  | —  | — | —  | —  | —  |
| 2000–2001   | Montreal Canadiens            | NHL                        | 60   | 6  | 19  | 25  | 34  | —  | — | —  | —  | —  |
|             | Boston Bruins                 | NHL                        | 22   | 1  | 5   | 6   | 10  | —  | — | —  | —  | —  |
| 2001–2002   | Philadelphia Flyers           | NHL                        | 80   | 4  | 20  | 24  | 26  | 5  | 0 | 0  | 0  | 4  |
| 2002–2003   | Philadelphia Flyers           | NHL                        | 81   | 2  | 18  | 20  | 40  | 13 | 2 | 2  | 4  | 12 |
| 2003–2004   | Philadelphia Flyers           | NHL                        | 54   | 2  | 7   | 9   | 32  | —  | — | —  | —  | —  |
|             | St. Louis Blues               | NHL                        | 26   | 2  | 8   | 10  | 14  | 5  | 0 | 1  | 1  | 0  |
| 2004–2005   | EC VSV                        | Österrikiska ishockeyligan | 10   | 3  | 8   | 11  | 8   | 3  | 0 | 1  | 1  | 6  |
| 2005–2006   | St. Louis Blues               | NHL                        | 59   | 1  | 16  | 17  | 44  | —  | — | —  | —  | —  |
|             | Vancouver Canucks             | NHL                        | 16   | 0  | 0   | 0   | 8   | —  | — | —  | —  | —  |
| 2006–2007   | Portland Pirates              | AHL                        | 36   | 2  | 12  | 14  | 34  | —  | — | —  | —  | —  |
| 2007–2008   | Portland Pirates              | AHL                        | 52   | 1  | 7   | 8   | 68  | —  | — | —  | —  | —  |
| NHL totalt  | NHL totalt                    | NHL totalt                 | 1157 | 70 | 318 | 388 | 825 | 81 | 6 | 22 | 28 | 67 |
| AHL totalt  | AHL totalt                    | AHL totalt                 | 225  | 32 | 94  | 126 | 210 | 5  | 0 | 1  | 1  | 8  |
| NCAA totalt | NCAA totalt                   | NCAA totalt                | 83   | 16 | 54  | 70  | 107 | —  | — | —  | —  | —  |